# Saint-Marcellin
Saint-Marcellin – miejscowość i gmina we Francji, w regionie Owernia-Rodan-Alpy, w departamencie Isère.
Według danych na rok 1990 gminę zamieszkiwało 6696 osób, a gęstość zaludnienia wynosiła 857 osób/km² (wśród 2880 gmin regionu Rodan-Alpy Saint-Marcellin plasuje się na 123. miejscu pod względem liczby ludności, natomiast pod względem powierzchni na miejscu 1294.).